# Child of Hatred
Child of Hatred est un projet musical de Hrôm Waldan (Romu) dont la carrière commence en 1992 en tant que musicien de métal.
C'est au départ (1994) une musique  fortement influencée par la scène metal industriel (Pitch-schifter, Ministry, etc.). Mais dès la fin des années 1990, le son se transforme en une musique industrielle minimaliste et martiale comme on peut la retrouver chez certains  artistes du label Ant-zen (Converter, etc.).
Dans les années 2000, Child of Hatred s'oriente nettement vers le mouvement power noise, mélangeant de l'industriel de la techno et du hardcore.
Bien qu'il n'y ai plus de productions depuis des années, le projet est toujours actif. 

## Discographie
- Bellum facere 2M A.B.O.C (2000)
- The principle of evil made noise (2001)
- Phagocytosis (2003-2004)
- Aspartam'devil (2007)